# Pseudomyrmex particeps
Pseudomyrmex particeps é uma espécie de formiga do género Pseudomyrmex, subfamilia Pseudomyrmecinae.

## História
Esta espécie foi descrita cientificamente por Ward em 1993.